# 因切利厄姆 (華盛頓州)
因切利厄姆（英文：Inchelium），是美国华盛顿州费里县的一个普查规定居民点。总面积68.8平方公里，总人口409人（2010年）。
1940年代的因切利厄姆位於哥倫比亞河岸，大古力水坝建成後遷移至此處。